# Lübsche Güter

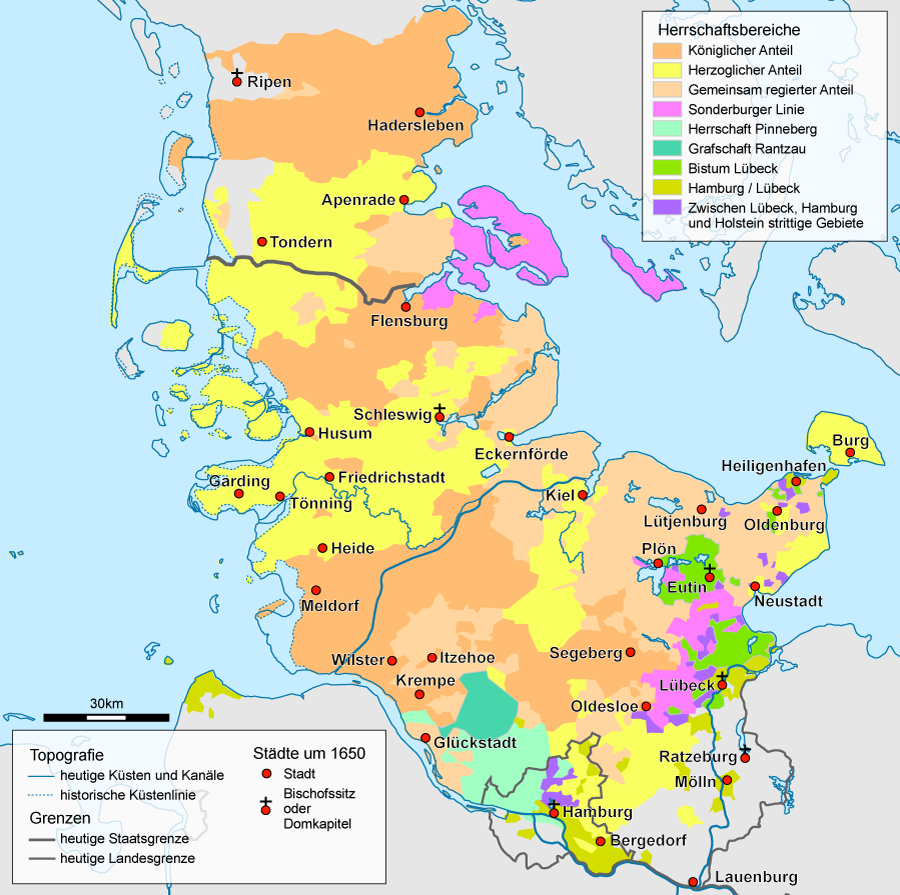
Kartenskizze der Verhältnisse um 1650: Die streitigen Gebiete zwischen Holstein und den Hansestädten sind violett dargestellt

Verlauf des Lübecker Landgrabens in der heutigen Karte

Die Lübschen Güter sind ein rechtsgeschichtlicher Sammelbegriff für landwirtschaftliche Gutsbetriebe im Eigentum von Lübecker Patrizierfamilien, die außerhalb der Lübecker Landwehr in Holstein, im Fürstentum Lübeck und im Herzogtum Lauenburg lagen, aber mit dem Erwerb durch Bürger der Freien Reichsstadt während des 14. Jahrhunderts nach Lübecker Rechtsauffassung fortan nur noch dem Heiligen Römischen Reich und der Zuständigkeit des Reichsgerichts, nicht mehr dem jeweiligen Landesherrn unterworfen waren.
Die Eigentümerfamilien dieser Güter, die fast alle miteinander verschwägert und Mitglieder der Zirkelgesellschaft waren, wurden später zumeist reichsrechtlich durch den Kaiser nobilitiert und gehörten den Ritterschaften der umliegenden Reichsländer nicht an. Nach einer häufig zitierten Aufstellung verteilten sich die Güter 1654 wie folgt: Anton Köhler besaß Bliestorf, Gotthard von Höveln Moisling, Gottschalk von Wickede Kastorf, Gotthard von Brömbsen Krumesse, Kronsforde und Niemark, Andreas Albrecht von Brömbsen Niendorf und Reecke, Christian Tode Rondeshagen, Heinrich Lüneburg Eckhorst, Hans von Brömbsen Groß Steinrade, Dietrich von Brömbsen Klein-Steinrade, Heinrich von Brömbsen Stockelsdorf, Adrian Müller Mori, Georg von Stiten (der Vater von Hartwig von Stiten) (1640–1692) Schönböcken, Otto Brokes (von der Familie Lüneburg) Krempelsdorf, Volkmar Warendorf Dunkelsdorf, Bruno Warendorf und durch diesen H. Dietrich Kirchring (Kerckring) Brandenbaum. Erst im Zuge innerstädtischer Unruhen, die 1665 zum Kassarezess führten, unterstellten sich einige 1666 unter Führung von Gotthard von Höveln dem Schutz des dänischen Königs als Herrn über Holstein. Diese Güter unterstanden in der Folge dem königlichen Anteil des Landes unter Zuständigkeit der Glückstädter Kanzlei und des Landgerichts; zum ritterschaftlichen Landadel hielten die reichsadligen Patrizier trotz teilweise enger verwandtschaftlicher Beziehungen weiter formellen Abstand. Die Regelung hatte trotz Lübecker Protests mit Einschränkungen bis zum Reichsdeputationshauptschluss 1803 Bestand. Eine Aufweichung gelang jedoch bereits im Jahr 1700 im Frieden von Traventhal. Mit dem durch den dänischen König vertretenen Holstein wurden dann 1802 für Westerau, Niendorf und Reecke abschließende bilaterale Regelungen gefunden, wonach diese dem Lübecker Staatsgebiet arrondierend zugeschlagen wurden. Bei anderen änderte sich die Zuordnung noch mehrfach. Die letzte große Bereinigung fand 1937 mit dem Groß-Hamburg-Gesetz durch die Nationalsozialisten statt.

## Dunkelsdorf
Das Dorf und damit das ehemalige Gut Dunkelsdorf sind heute Ortsteil der Großgemeinde Ahrensbök. Bereits 1155 siedelte hier der Ritter Tidericus Dunker aus Westfalen und gründete das Dorf, das nach ihm Dunkerstorpe benannt wurde. Er besaß zudem die Ortschaften Böbs und Swinekenroda (Schwinkenrade). Dunkelsdorf gelangte zunächst an die holsteinische ritterschaftliche Familie von Reventlow. Am 23. April 1353 verkauften Nicolaus, Augustin, Johann und Heinrich von Reventlow das Dorf Dunkelsdorf an den Lübecker Bürger Wilhelm Warendorp, so dass es in die Hand Lübecker Patrizier gelangte. Bis 1688 hielt die Familie von Warendorp das Gut, dann ging es nach einem Erbzwist auf die ebenfalls Lübecker Familie Kerkring über, die es 1749 an Waldemar von Zylow veräußerte. In der folgenden Zeit gab es häufigere Besitzerwechsel bis in die Zeit nach dem Zweiten Weltkrieg. 1953 wurde das Gut aufgesiedelt.
Das Herrenhaus in der heutigen Form sowie die Parkanlagen wurden 1876 erbaut. 1972 brannte das Herrenhaus nieder und stand bis zum Wiederaufbau 1979 als Ruine. Der unter Denkmalschutz stehende ehemalige Pferdestall des adeligen Gutes wurde 1997 saniert.

## Bliestorf
Ab 1380 befindet sich das halbe Dorf Bliestorf im Besitz des Lübecker Ratsherrn Segebodo Crispin (1349–1388). 1397 bestätigt Herzog Erich III. von Sachsen-Lauenburg Hermann Darsow ebenfalls Lübecker Ratsherr u. a. den Besitz des restlichen Teils von Bliestorf. Ab 1476 ist Bliestorf dann unter dem Lübecker Bürgermeister Hermann von Wickede wieder vereint. Kurz nach dem Tod des Ratsherrn Gotthard Gottschalk von Wickede musste die Familie von Wickede Bliestorf 1737 abgeben. 1747 erfolgt die Reunion mit dem Herzogtum Lauenburg und damit das Ende der Lübschen Herrschaft. Aber erst 1770 erfolgt die Aufnahme Bliestorfs in die Ritter und Landschaft des Herzogtums.

## Grinau
1747 erfolgt die Reunion mit dem Herzogtum Lauenburg und damit das Ende der Lübschen Herrschaft.

## Groß Schenkenberg
1381 durch die Lübecker Patrizierfamilie Schepenstede gekauft. 1416 durch Heirat an die Familie von Calven. 1568 gerät Thomas von Calven in Streit mit dem Lübecker Rat und begibt sich unter den Schutz des Herzogs von Lauenburg.

## Groß Steinrade
Das außerhalb der Lübecker Landwehr gelegene ehemalige Lübsche Gut Groß Steinrade wurde erst im Zuge einer Gebietsreform 1970 von Stockelsdorf nach Lübeck eingemeindet.
Als erster Besitzer wurde 1306 Marquard von Sandberg genannt, der Groß Steinrade
und Eckhorst an den Lübecker Bürger Dietrich von Alen verkaufte. In Zusammenhang mit diesem Verkauf erfolgte die Anerkennung als Lübsches Gut, die 1318 noch einmal bestätigt wurde. Nach den von Alen folgten schwierigste Besitzverhältnisse durch mehrfache Teilungen sowie durch Gesamthandsbesitz der Patrizierfamilien Crispin, von Wickede, von Calven und von Brömbsen. 1679 erbte die Familie von Wickede Groß Steinrade. Von den Wickede gelangte das Gut mit dem Tod des Domdekans Johann von Wickede 1732 an seinen Schwiegersohn Henning von Rumohr (1722–1804), den Vater Carl Friedrich von Rumohrs. Die Familie Rumohr blieb bis kurz nach dem Tod des Brigadegenerals der Bundeswehr Detlev von Rumohr († 1961), im Besitz des Gutes. Haus und Hof wurden nach dessen Tod abgerissen. Der etwa 150 ha große Forstbesitz gelangte mit Kaufvertrag vom 11. Januar 1966 in das Eigentum der Bundesrepublik Deutschland und wird bis heute durch die Bundeswehr als  Standortübungsplatz Wüstenei genutzt.

## Kastorf
1377 kauft der Lübecker Bürger Arnd Starcke mit Konsens Erich, III. Herzog von Sachsen-Lauenburg, das Dorf Kastorf für 240 Mark Silber Pfennig. 1432 ist dann der Lübecker Bürgermeister Tidemann von Steen im Besitz von Kastorf. Durch Vererbung und Kauf gelangt Kastorf in den Besitz weiterer Lübecker Ratsherren, bis schließlich 1747 die Witwe von Gotthard Gottschalk von Wickede Konkurs anmelden muss. 1592 versucht die Witwe Anna Kolthoff erfolglos holsteinische Oberbotmäßigkeit zu gelangen. 1747 erfolgt die Reunion mit dem Herzogtum Lauenburg und damit das Ende der Lübschen Herrschaft. Aber erst 1770 erfolgt die Aufnahme Kastorfs in die Ritter und Landschaft des Herzogtums.

## Krummesse
1380 gelangen der Hof und weitere Teile des Dorfes Krummesse in den Besitz der Lübecker Ratsfamilie von Crispin. Auch das Gut Krummesse (das Dorf bleibt größtenteils bis heute Lauenburgisch) gelangt durch Heirat und Vererbung die die Hände verschiedener Lübecker Ratsfamilien. Schließlich stirbt 1757 Andreas Albrecht von Brömbsen unverheiratet und die Stadt Lübeck kauft das Gut.

## Mori

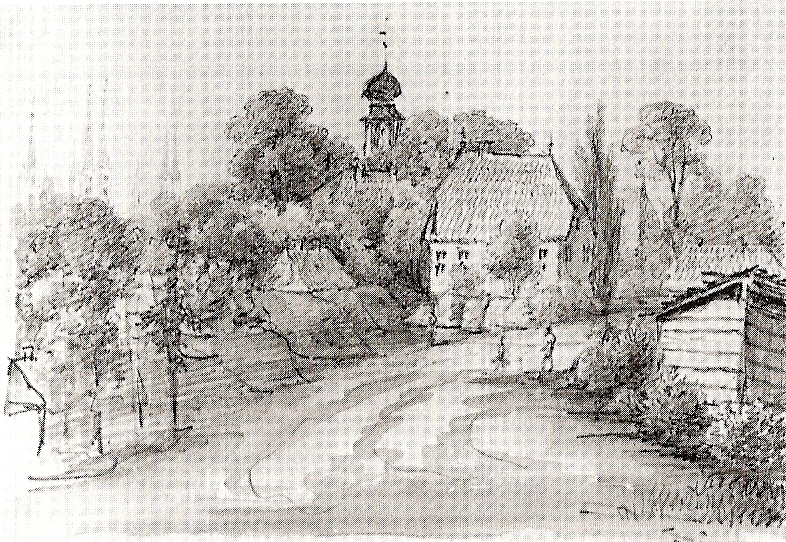
Gut Mori, Zeichnung von 1869

Mori ist ein ehemaliges lübsches Gut. Wurde 1333 als Meierhof des Gutes Stockelsdorf erwähnt. Zunächst als Neuhof (nyger hof); im Jahre 1410 als to der murryen (morrien). Besitzer war Bertram Vorrad – später sein Vetter Tiedemann Vorrad. Als dieser 1385 ohne Erben starb, musste der Hof verkauft werden. Nach vielen Besitzerwechseln gelangte Mori um 1900 in das Eigentum der Plessings, die das alte Herrenhaus wieder bewohnbar machen. Das Gut wurde 1934 aufgelöst und gelangte in den Besitz des Landes Schleswig-Holstein. Mori wurde seit den 1950er Jahren als Seniorenwohnheim genutzt (Morierhof).
Derzeit entwickelt sich ein Mehrgenerationen-Wohnprojekt. Das Herrenhaus wurde als Kulturgut von besonderer Bedeutung ins Denkmalbuch der Hansestadt Lübeck eingetragen (2013). Es enthält einen Dachstuhl von 1637 und Deckenbemalungen aus dem 17. Jahrhundert. Der Eigentümer des Herrenhauses – Cornelius Back, Lübeck – entwickelt das Gebäude für Wohngemeinschaften für Menschen mit Hilfsbedarf im Alltag. Das Grundstück mit dem Herrenhaus liegt heute (nach der Gebietsreform von 1970) wenige Meter außerhalb der Stockelsdorfer Gemeindegrenze und gehört zum Lübecker Stadtteil Groß Steinrade.

## Niendorf mit Reecke

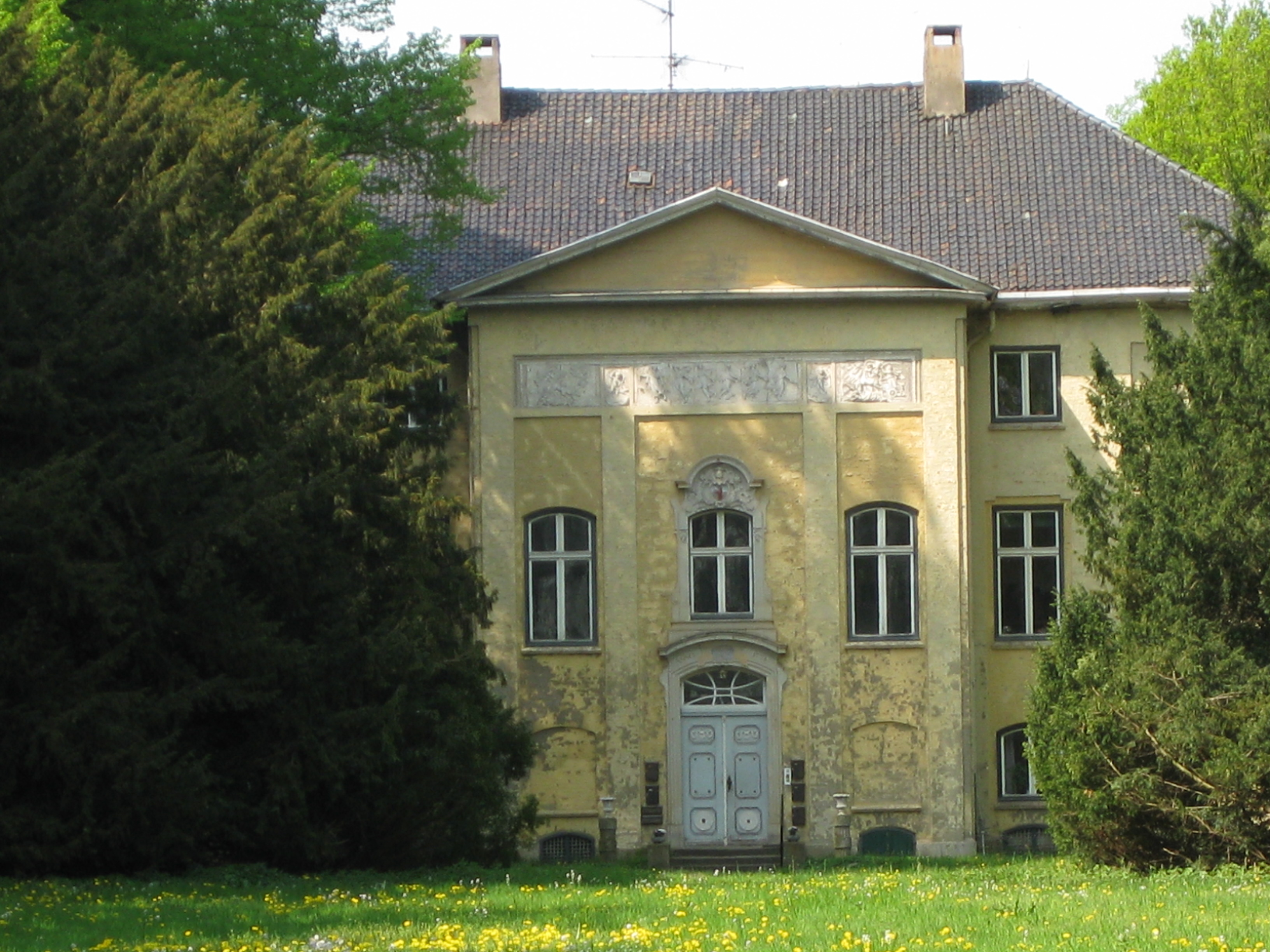
Klassizistisches Herrenhaus des Gutes Niendorf (2009)

Das in Lübeck-Moisling gelegene Gut Niendorf erlangte seine höchste Blüte zusammen mit Reecke und Moorgarten als Gut Weissenrode unter Friedrich Adolph von Heintze. Zum Gut gehörte früher auch die Brandenmühle.

## Rondeshagen
Der Lübecker Ratsherr und Bürgermeister Johann Lange kauft 1404 Rondeshagen für 300 Mark Lübsch. Über die Lübecker Ratsfamilien Darsow und Wickede gelangt Rondeshagen schließlich durch Heirat 1527 an die von Tode, die hier bis 1788 Gutsherren bleiben. 1747 erfolgt die Reunion mit dem Herzogtum Lauenburg und damit das Ende der Lübschen Herrschaft. Aber erst 1770 erfolgt die Aufnahme Rondeshagens in die Ritter- und Landschaft des Herzogtums.

## Stockelsdorf
In einer Urkunde vom 25. Februar 1320 (ausgestellt in Hamburg) genehmigen drei holsteinische Grafen, nämlich Graf Adolph VII. und seine Vettern, die Grafen Gerhard III. (der Große) und Johann III. (der Milde), den Verkauf der villam stochelstorpe von dem Ritter Burchard von Otteshude (Borchardus de Otteshudhe) an den Lübecker Bürger Emelrich Pape (Emelrico dicto Papen).
Bereits 1333 erwirbt der spätere Lübecker Bürgermeister Bertram Vorrade Stockelsdorf.
Weitere Lübecker Adlige gelangten später in den Besitz des Gutes (v.Brömbsen, v.Höveln, v.Calven, v.Dame) 1925 wurde das Gut von der Witwe des letzten Besitzers (Major Lembcke) aufgelöst.
Das Herrenhaus Stockelsdorf ist das 1761 erbaute Herrenhaus des ehemaligen Gutes Stockelsdorf.

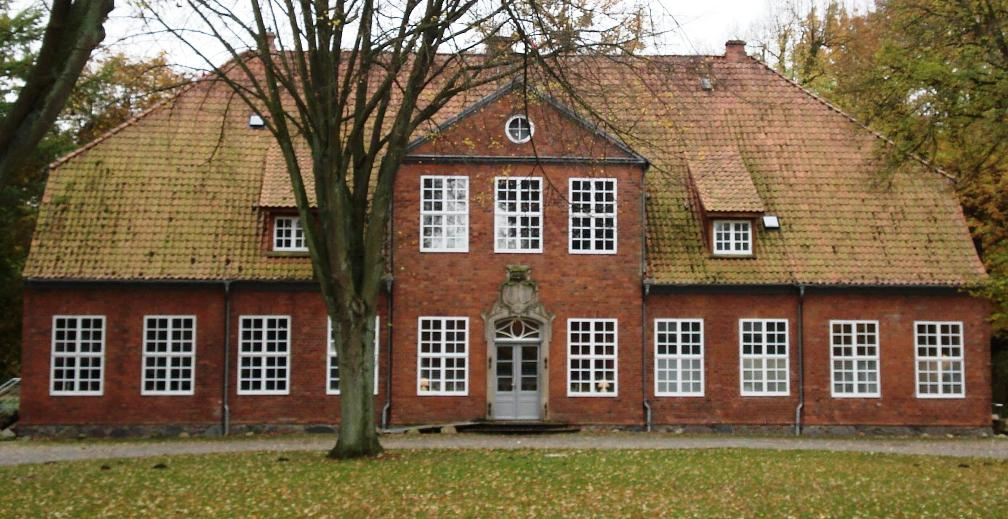
Das Herrenhaus Stockelsdorf
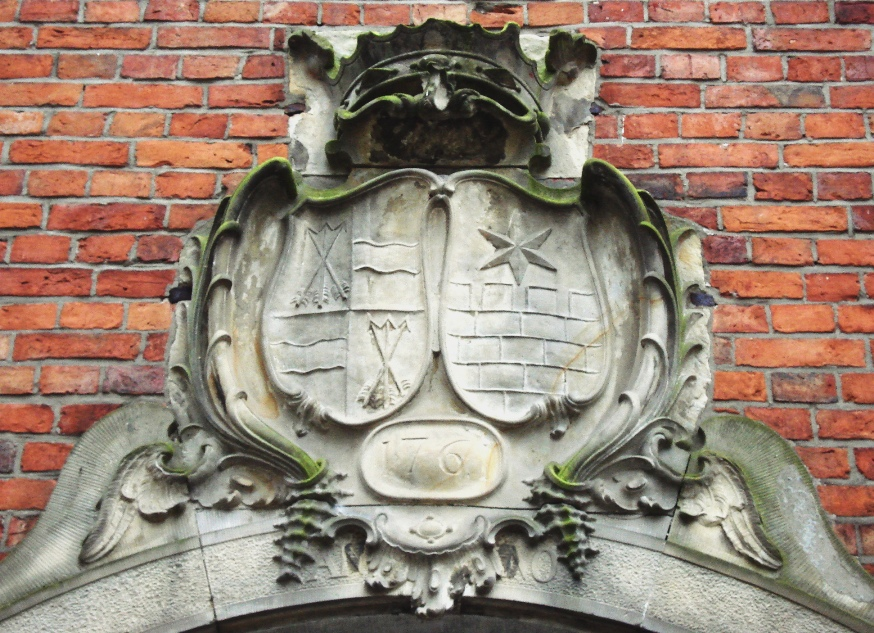
Sandsteinlement mit Wappen über dem Portal

## Westerau mit Wulmenau und Trenthorst

### Westerau
Die Geschichte des Dorfes Westerau ist stark mit der Stadt Lübeck verknüpft. 1461 kauften zwei Lübecker Kaufleute, Andreas Geverdes und Gerd von Lenten, das Dorf. Sie vermachten das Dorf einer Stiftung zu ihrem Gedächtnis und zur Unterstützung Bedürftiger. Seit der Reformation wird diese Stiftung von der Stadt Lübeck gemeinsam mit der Korporation der Gewandschneider, seit Mitte des 19. Jahrhunderts gemeinsam mit der Kaufmannschaft zu Lübeck verwaltet; das Dorf wurde so zu einem der Stadtstiftsdörfer. Noch heute gehören etliche Hektar Wald dieser Westerauer Stiftung. Die Gutsbezirke der Lübschen Güter Trenthorst und Wulmenau wurden 1928 eingemeindet, nachdem sie schon im 19. Jahrhundert von Lübeck zum Amt Wesenberg und damit zum Kreis Stormarn gekommen waren.

### Wulmenau
Wulmenau (vormals Wolwenowe) ist 3 km südlich von Trenthorst am Landweg Groß-Barnitz – Ahrensfelde gelegen. Wulmenau zählt zu den sogenannten Lübschen Gütern. Der Hof des Gutes wurde im Jahre 1300 von Marquard von Crumesse an den Lübecker Bürgermeister Segebodo Crispin verkauft. Um 1555 war Wulmenau (zusammen mit dem Dorf Ahrensfelde) im Besitz des Lübecker Ratsherrn Franz von Stiten. Er heiratete die Erbin von Trenthorst, Dorothea, die Tochter von Gottschalck Lunte.

### Trenthorst

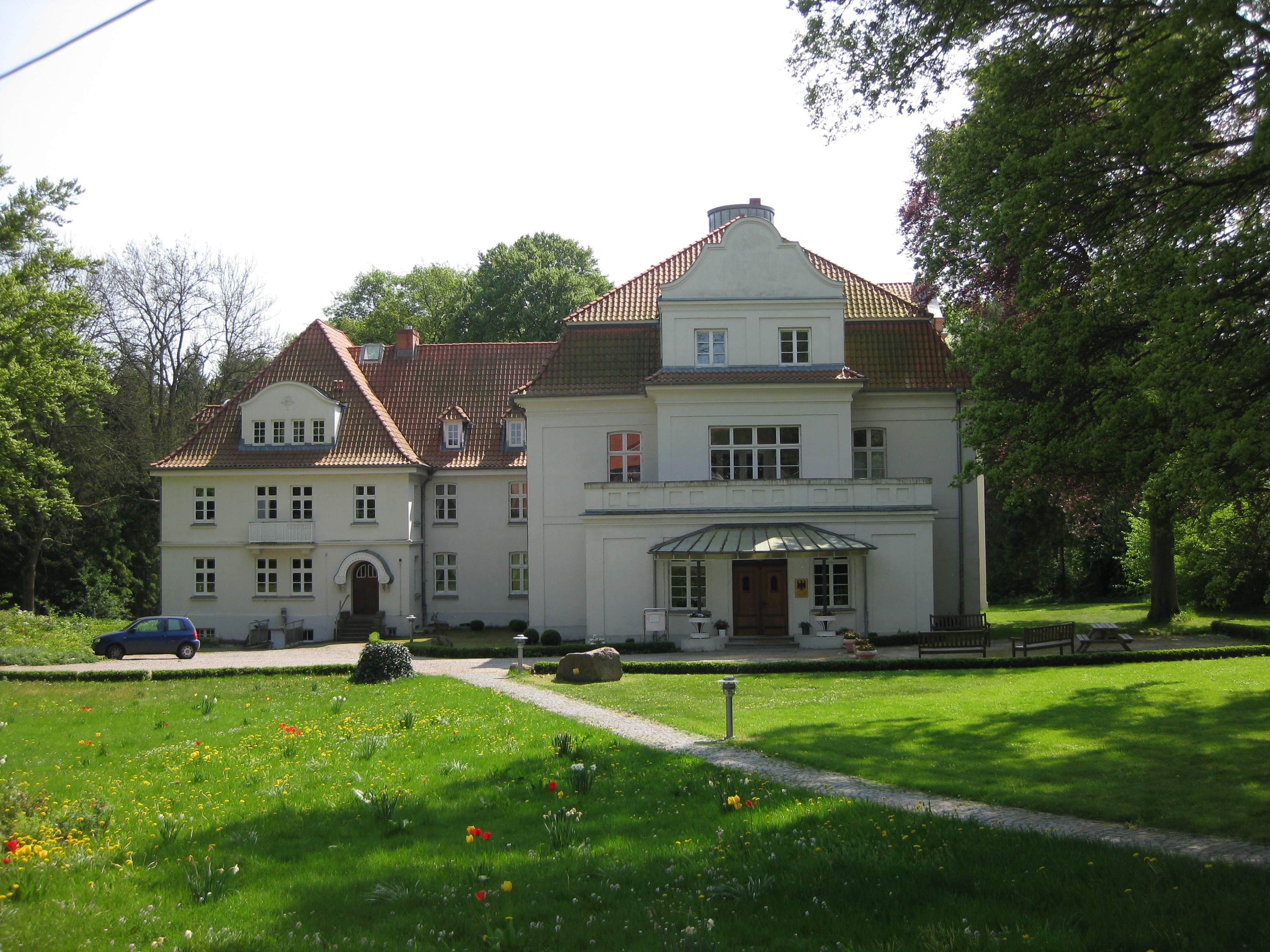
Gutshaus Trenthorst

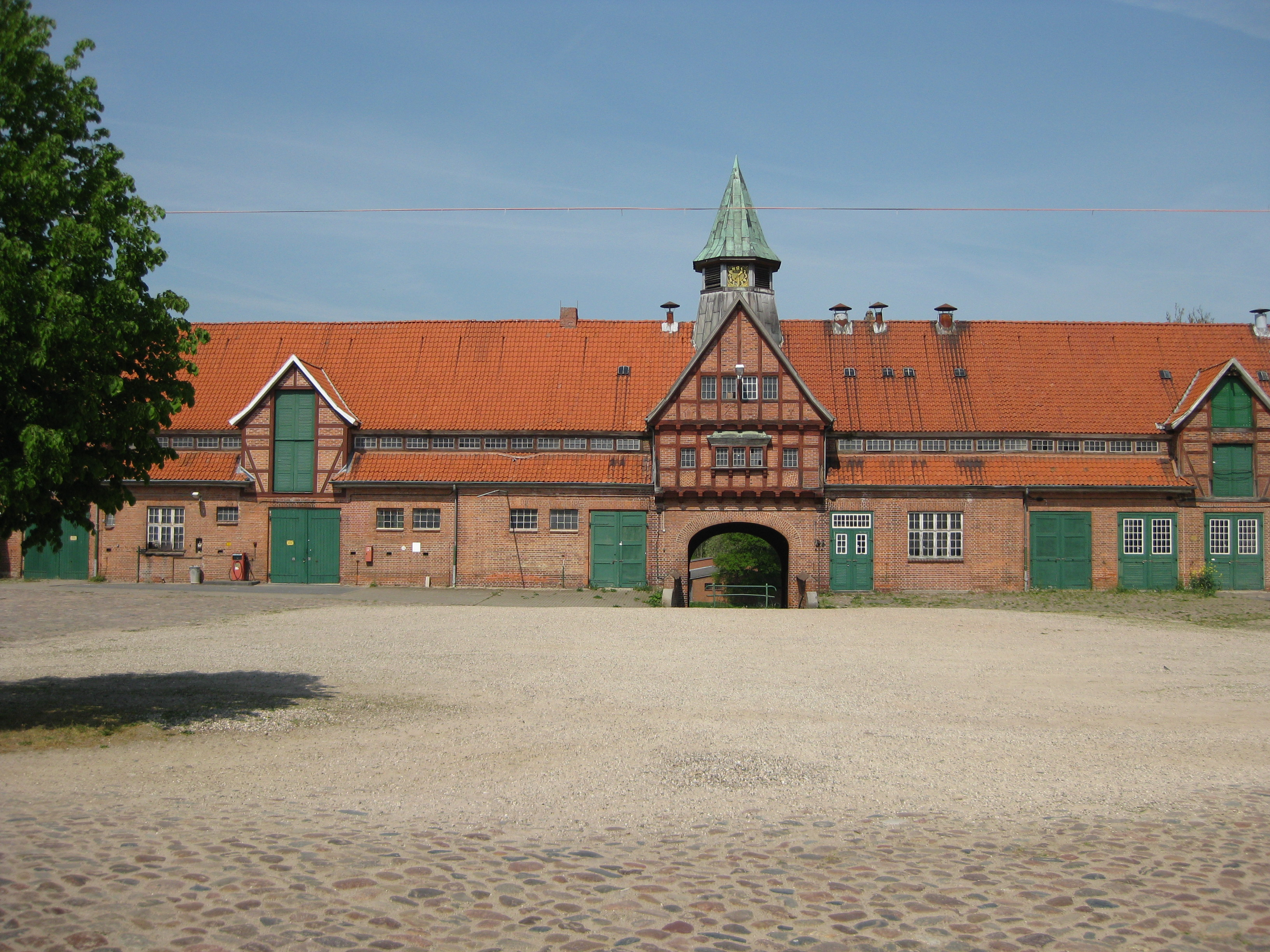
Torhaus von Gut Trenthorst

Seither waren Trenthorst, das erstmals 1372 als Ausstattung einer Vikarie an St. Johann auf dem Sande belegt ist und 1529 in Privatbesitz überging, und Wulmenau miteinander verbunden. 1594 unterstellte Gottschalk von Stiten sie dem Schutz des Lübecker Rates. Da er kinderlos starb, wurden seine Schwester Margareta und ihr Mann Joachim Wetken, der Sohn des Hamburger Bürgermeisters Hermann Wetken, Eigentümer. Kaiser Rudolf II. bestätigte 1608 den Besitz, und 1660 erhielt Thomas Wetken die Erhebung in den kaiserlichen Adelsstand.
Nach mehreren Besitzerwechseln im 18. Jahrhundert wurde Trenthorst 1778 von Henning von Rumohr erworben. Henning Heinrich von Rumohr, der ältere Bruder von Carl Friedrich von Rumohr übernahm Trenthorst 1804. Durch Heirat seiner Tochter Friederike wurde der Kanzleirat Gustav Poel Eigentümer von Trenthorst. Nach weiteren Besitzerwechseln übernahm 1928 Friedrich Bölck Trenthorst. Er stellte das 1911 erneuerte Herrenhaus zeitweise Paul von Schoenaich und der Deutschen Friedensgesellschaft zur Verfügung, die dort bis zu ihrem Verbot durch die Nationalsozialisten ihr Hauptquartier hatte und 1932 ihre letzte Hauptversammlung abhielt. Bölck musste verkaufen, und Trenthorst wurde 1936 von Philipp F. Reemtsma erworben. Nachfolgend wurde der große Landbesitz aufgeteilt und im Wesentlichen veräußert.
1955 übernahm das Max-Planck-Institut für Tierzucht und Tierernährung den Betrieb; heute ist hier das Institut für ökologischen Landbau untergebracht, seit dem 1. Januar 2008 eines von fünfzehn Instituten des Johann Heinrich von Thünen-Instituts.